# Döttingen, Aargau

Population

Döttingen là một đô thị ở huyện Zu, bang Aargau, Thụy Sĩ.